# Pojazd silnikowy
Pojazd silnikowy – napędzany mechanicznie pojazd, który porusza się dzięki własnemu napędowi.
Dyrektywa 2007/46/WE z dnia 5 września 2007 r. definiuje pojazd silnikowy jako napędzany mechanicznie pojazd, który porusza się dzięki własnemu napędowi, mający co najmniej cztery koła, kompletny, skompletowany lub niekompletny, osiągający maksymalną prędkość przekraczającą 25 km/h.
Według polskiego kodeksu drogowego to pojazd wyposażony w silnik, z wyjątkiem motoroweru, pojazdu szynowego, roweru, wózka rowerowego, hulajnogi elektrycznej, urządzenia transportu osobistego i wózka inwalidzkiego.